# Зґвалтування в Афганістані
Зґвалтування є головною проблемою в Афганістані. Чисельні правозахисні організації розкритикували закони країни про зґвалтування та їх виконання. Зґвалтування в Афганістані є злочином, за який може бути притягнення до кримінальної відповідальності, але на практиці більшість законів про зґвалтування не виконується і про нього дуже рідко повідомляють. За даними Афганської незалежної комісії з прав людини (AIHRC), у 2013 році насильство проти жінок в Афганістані досягло рекордного рівня. 
Жінок в Афганістані оцінюють залежно від того, чи мали вони сексуальний досвід ("цнота"), а після згвалтування стигматизують і карають за «нечистоту»: вбивством честі, ув'язненням чи стратою за перелюб, примусом одружитися з гвалтівником. 
Навіть якщо жертва завагітніє, ґвалтівник одружується з нею рідко. Влада розглядає випадки згвалтування як перелюб. Навіть якщо жінку не карають, вона залишається відкинутою суспільством як «безчесна» (баднаам на пушту), а ґвалтівник не вважається безчесним.

## Афганське право
Станом на  2015 в Афганістані зґвалтування було злочином, хоча Афганістан прийняв закон про сім'ю шиїтів у 2009 році за президента Афганістану Хаміда Карзая. Фонд розвитку ООН у справах жінок, НАТО, Канада, США, Німеччина та інші країни висловили стурбованість гнітючим характером закону. Сімейний закон шиїтів позбавляє жінок прав у шлюбі та визначає, що шиїтки повинні підкорятися вимогам свого чоловіка. У ньому навіть зазначено, що вони повинні займатися сексом зі своїми чоловіками принаймні раз на чотири дні, за винятком випадків хвороби. Закон стосуватиметься лише шиїток, яких налічується близько 6 мільйонів. Аргументом на користь закону було те, що він є вдосконаленням звичаєвого регіонального права, запровадженого раніше. За підтримки консервативної та політичної еліти афганські суди вживали і продовжують вживати заходів, спрямованих на усунення, зменшення або обмеження прав жінок.
У міжнародному законодавстві зґвалтування — це вид сексуального насильства, що зазвичай включає статевий акт або інші форми сексуального проникнення, які здійснюються проти особи без її згоди. Дія може бути вчинене із застосуванням фізичної сили, примусу, зловживання владою або проти особи, яка не може дати дійсної згоди. Це може включати тих, хто втратили свідомість, недієздатні, мають інтелектуальну недостатність або не досягли віку згоди. Термін зґвалтування іноді використовується як синонім сексуального насилля.

## Доступна статистика і стигма
Хоча зґвалтування в Афганістані є кримінальним злочином, більшість законів про зґвалтування не виконується і про них майже не повідомляється. У 2012 році в Афганістані було зафіксовано 240 вбивств честі та 160 зґвалтувань, але кількість обох видів злочину, за оцінками, є набагато більшою та не зареєстрованою, особливо в сільських районах. 
Якщо зґвалтовані жінки повідомляють у правоохоронну систему, вони стикаються з величезними множинними ризиками насильства, а саме: 
- згвалтованих жінок часто вбивають власні родичі, щоб "зберегти честь родини" (вбивства честі)[6],
- їх також можуть звинуватити у подружній зраді (злочині, за який можуть законно стратити). Жінок часто карають як «блудниць» відповідно до законів про подружню зраду.
- сім'я та суд змушують їх одружитися з ґвалтівником в надії повернути "честь" своїй родині, особливо ймовірно у випадку вагітності.[7] Це також робиться для того, щоб ґвалтівник міг уникнути звинувачення.
- жінки також несуть багато менших особистих ризиків для соціального статусу та повсякденного життя.

Жертви зґвалтувань в Афганістані стигматизованіші за ґвалтівників. Зґвалтованих жінок часто карають, а їхнім гвалтівникам ув'язнення при звинуваченні у зґвалтуванні загрожує рідко. Таким чином, жінки потрапляють у дуже небезпечне положення.
У 2013 році Афганістан оприлюднив історію жінки, яку зґвалтував чоловік, після чого її ув'язнили за "подружню зраду", вона народила у в'язниці, а потім була помилована президентом Хамідом Карзаєм. Подія викликала міжнародний розголос та обурення.
У 2013 році в східній частині Газні чоловік напав на жінку та спробував згвалтувати її, в результаті чого родичі жінки вбили як жінку, так і чоловіка з мотивів "честі". 
В Афганістані такі злочини, як подружня зрада, зґвалтування та торгівля людьми, часто поєднуються один з одним, і, як правило, неприйнятно, щоб жінка та чоловік були разом наодинці (якщо вони не одружені чи споріднені), і якщо це станеться, відповідь може бути дуже насильницькою: на афганського лікаря і його пацієнтку напав розлючений натовп, який кидав у них каміння, виявивши їх в його приватній оглядовій кімнаті без супроводжувача. 
Останнім часом в країні також звинувачують у зґвалтуванні дітей.

## Педофіліяу дитячих шлюбах та полігамія
Вані (урду ونی ),або Свара (سوارہ) — це звичай, що зустрічається в деяких частинах Пакистану, де дівчат, часто неповнолітніх, видають заміж або віддають потерпілим сім’ям як компенсацію за припинення суперечок, часто вбивств. Вані є формою домовленого або примусового дитячого шлюбу і результатом покарання, яке вирішує рада старійшин племен під назвою джирга.

## Радянське вторгнення в Афганістан
Під час афгансько-радянської війни радянські війська викрадали афганок в пошуках моджахедів. У листопаді 1980 р. низка таких інцидентів сталася в різних частинах країни, включаючи Лагман і Каму. Радянські солдати, а також агенти ХАД викрадали молодих жінок з міста Кабул і районів Дарул-Аман і Хаїр-Хана, поблизу радянських гарнізонів, щоб зґвалтувати їх. Жінок, які були захоплені та зґвалтовані радянськими солдатами, їхні родини вважали «збезчещеними», якщо вони поверталися додому.

## Афганські таліби
У 2015 році Amnesty International повідомила, що афганські таліби брали участь у масових вбивствах і групових зґвалтуваннях афганських цивільних жінок і дітей у Кундузі. Бойовики Талібану вбивали та ґвалтували родичів поліцейських та солдатів. Таліби також ґвалтували та вбивали акушерок, яких вони звинувачували у наданні заборонених послуг репродуктивного здоров'я жінкам у місті. Одна правозахисниця описала ситуацію:
Коли таліби підтвердили свій контроль над Кундузом, вони стверджували, що наводять у місті закон, порядок і шаріат. Але все, що вони зробили, порушило обидва. Я не знаю, хто може врятувати нас з цієї ситуації.

## У медіа та культурі
У 2013 році Ферешта Каземі зіграла головну роль у фільмі «Крижане сонце» — одному з перших фільмів, у яких відкрито йшлося про зґвалтування в Афганістані. NBC News повідомила, що її фільм відкриває нові шляхи для Афганістану, де зґвалтованих можна змусити одружитися зі своїми нападниками.